# Rodrigo Sánchez de Arévalo
Pour les articles homonymes, voir Arevalo.
Rodrigo Sánchez de Arévalo, en latin Rodericus Zamorensis (1404-1470) est un prélat, historien et théoricien espagnol.

## Biographie
Après avoir obtenu un doctorat de droit à Salamanque, il devint secrétaire du roi Jean II de Castille, puis d'Henri IV de Castille. Il fut employé à diverses missions, en particulier auprès du Saint-Siège lors du concile de Bâle.
Après l'élection de Calixte III, il resta à Rome, devint évêque d'Oviedo en Espagne, puis commandant du château Saint-Ange sous Paul II, qui le transferra successivement aux sièges de Zamora, Calahorra, et Palencia.

## Œuvres
La plupart de ses œuvres sont inédites :
- Speculum Vitae Humanae, Rome, 1468 : cet ouvrage populaire, fréquemment réédité pendant deux siècles, traite des ombres et des lumières des différents états de la vie ;
- Historia Hispanica, Rome, 1470 : c'est une histoire de l'Espagne depuis les commencements jusqu'en 1469. Elle a été rééditée avec le premier volume de l’Hispania Illustrata d'André Schott.
- De Monarchia Orbis et de origine et differentia principatus imperialis et regalis, Rome, 1521 : il y défend que seul le pape a le pouvoir de punir les rois ;
- De arte, disciplina et modo aliendi et erudiendi filios, pueros et juvenes, 1453 ;
- Suma de la política, 1454/5, édité par Juan Beneyto Perez en 1944 ;
- Vergel de príncipes, 1456/7 ;
- Speculum vitae humanae, 1468, édité à Saragosse en 1491 sous le titre Espejo de la vida humana ;
- Compendiosa historia Hispanica, vers 1470 (disponible en ligne sur Somni)